# Shabby chic

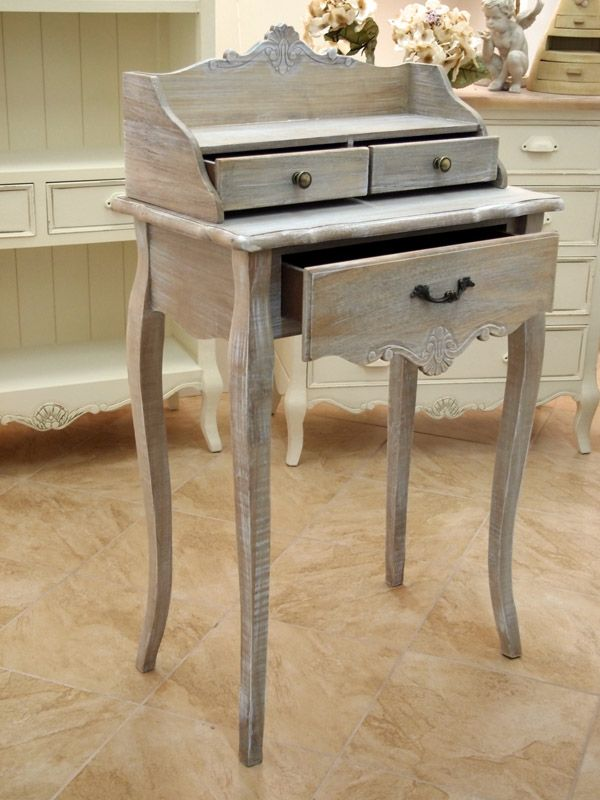
Sekretarzyk w stylu shabby chic

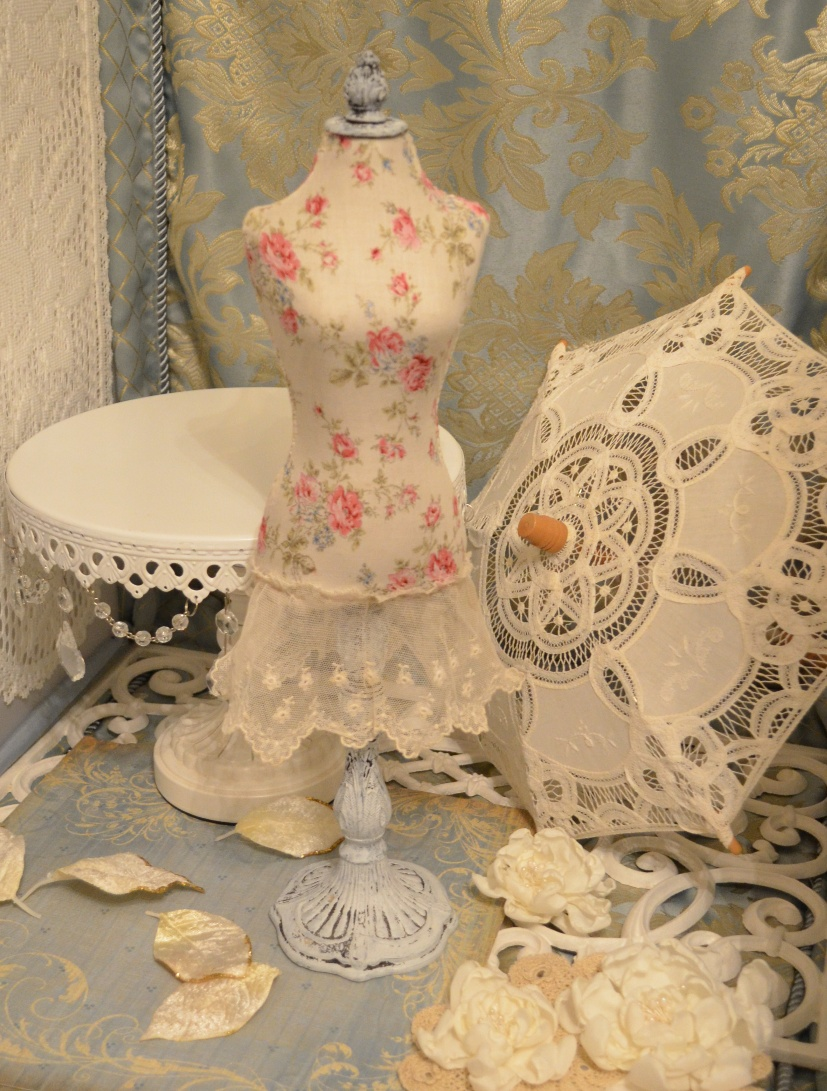
Dodatki w stylu shabby chic

Shabby chic – stylistyka urządzania wnętrz przy wykorzystaniu starych bądź celowo postarzanych mebli. Pod względem stosowanego w urządzaniu wnętrz koloru dominują jasne pastelowe odcienie: róż, beż, żółć i błękit. Dekoracje w tym stylu polegają na pokryciu malowanego elementu kilkoma warstwami farby w taki sposób, by przez następną warstwę prześwitywała poprzednia.

## Historia
Styl Shabby Chic został zapoczątkowany w Wielkiej Brytanii.  Historycznie Shabby Chic wykształcił się jako elegancki styl w opozycji do sentymentalnego stylu tzw. POP Victoriańskiego.
Po raz pierwszy termin „shabby chic” został użyty w magazynie „The World of Interiors Magazine” w latach osiemdziesiątych XX wieku.
Rozwój stylu przypisuje się Rachell Aswell. Młoda dekoratorka w swoich książkach opisywała  jak urządzić dom w stylu shabby chic. A następnie założyła pierwszy sklep dedykowany tej stylistyce. Rachel Aswell jest dziś uznawana za główną propagatorkę tej stylistyki.
Pełny rozkwit nastąpił w latach 90. XX wieku, gdzie szczególną uwagą cieszył się na zachodnim wybrzeżu Stanów Zjednoczonych, m.in. w Los Angeles czy San Francisco. Dziś styl shabby chic jest popularny w wielu krajach, również w Polsce.  

## Kolory i wzory
W stylistyce shabby chic dominuje biel, pudrowy róż, delikatny błękit wyblakłe brązy i beże. Kolorystyka mocno inspirowana jest stylistyką Prowansji i Toskanii.  Najczęściej występującymi motywami są wzory kwiatowe. 

## Meble
W stylu shabby chic zestawia się nowe meble ze starymi i mocno zniszczonymi. Im starsze meble tym bardziej wartościowe. Jednak w przypadku ich braku dopuszczalne jest stosowania specjalnych technik celowo postarzających meble.
Jedną z metod wykorzystywanych w shabby chic jest malowanie mebli wieloma warstwami farby w celu uzyskania zacieków i prześwitów. Meble występują najczęściej w kolorze białym lub naturalnego drewna. Bardzo popularne jest stosowanie kabriolowych nóg w szafach, komodach i stolikach kawowych. 